# Филпотт, Джейн
Джейн Филпотт (англ. Jane Philpott; род. 23 ноября 1960 года, Торонто, Онтарио, Канада) — канадский политик, занимала пост министра здравоохранения с 2015 до 2017 года и пост министра по делам коренных народов с 2017 до 2019 года. Член Палаты общин Канады от Либеральной партии с 2015 до 2019 года. Декан в Университете Куинс в Кингстоне.

## Образование
Джейн Филпотт родилась в Торонто, Онтарио. Её детство прошло в Виннипеге, Принстоне, и Кембридже. Отец был пресвитерианским священником, мать — школьной учительницей. В 1984 году Джейн с отличием окончила медицинский факультет в Университете Западного Онтарио, получив степень доктора медицины. Затем получила степень магистра общественного здравоохранения в школе Общественного здравоохранения Далла Лана при Университете Торонто.
С 1998 до 2015 года Филпотт работала семейным врачом в Маркем — Стоуффвилле. С 2008 до 2014 года занимала должность заведующей отделением семейной медицины в больнице округа.

## Политическая карьера
В апреле 2014 года была объявлена кандидатом от Либеральной партии на предстоящих федеральных выборах. 4 ноября 2015 года была назначена министром здравоохранения в кабинете министров Джастина Трюдо. Является первым врачом, занявшим этот пост. 9 ноября 2015 года стала председателем подкомитета кабинета министров для координации усилий правительства по переселению 25 тысяч сирийских беженцев в Канаду. 11 мая 2016 года Филпотт была назначена в «Специальный комитет по лесным пожарам Северной Альберты», новый специальный комитет кабинета министров для координации федеральных усилий по оказанию помощи тысячам канадцев, пострадавших от лесных пожаров в мае 2016 года.
В результате перестановки в кабинете министров в 2017 года стала министром по делам коренных народов. На посту министра здравоохранения её сменила Жинетт Петипа-Тейлор.
Джейн Филпотт принимала участие в выборах 2019 года как независимый кандидат, но не прошла в парламент. В начале 2020 года была назначена деканом факультета медицинских наук Университета Куинс в Кингстоне.

## Медицинская карьера
Филпотт был семейным врачом в Маркам-Стуффвилле с 1998 по 2015 годы. Она служила начальником Департамента семейной медицины в больнице Маркхэма Стуффвилля с 2008 по 2014 год. Она была одновременно доцентом в Департаменте семьи и сообщества (Department of Family and Community Medicine) Университета Торонто. Она была ведущим врачом здоровья для всей семейной команды здравоохранения в Маркеме, Онтарио.
Работала в Нигере в Западной Африке с 1989—1998 годов с неправительственной организацией на основе веры, где она практиковала общую медицину и разработала программу обучения для сельских работников здравоохранения. Она вернулась в Нигерию в 2005 году с помощью Médecins Sans Frontières во время продовольственного кризиса.
Она была семейной медициной ведущим в академическом сотрудничестве в Торонто Addis Ababa (Taaac) с 2008 по 2014 год. В этом качестве она помогла коллегам в Университете Аддис-Абебы разработать первую программу обучения для семейной медицины в Эфиопии, которая началась в 2013 году. Первый Семь студентов в этой программе окончили в начале 2016 года.
Филпотт был сторонником действий Канады: уделялось больше внимания правам беженцев, особенно в отношении медицинской помощи, предоставляемой им. В статье в Звезде Торонто в 2014 году она утверждала, что «сокращения консервативного правительства к здравоохранению беженцев» являются «жестокими и необычными».
Филпотт — сокуратор TEDXSTOUFFVILLE, основанного в 2012 году с доктором Эйлин Никольлем. Комитет TEDXSTOUFFVILLE сотрудничает с Health for All Family Health Team, больницей Markham STouffville, Университетом Торонто и жителями города Уэйбочка-Стуффвиль, развивает свою программу с живыми докладчиками на тему социальных детерминант здоровья (Social Determinants of Health).

### Королевский университет
Филпотт была назначена деканом факультета медицинских наук и директором Медицинского факультета Королевского университета в начале 2020 года. Она также является генеральным директором Академической медицинской организации Юго-Восточного Онтарио. Ее пятилетний срок на этих должностях начался в июле 2020 года. 
Филпотт выступает за декриминализацию в стране простого хранения незаконных наркотиков, чтобы помочь справиться с растущим числом смертей от передозировок. 
В сентябре 2020 года Филпотт открыла Управление справедливости, разнообразия и инклюзивности на факультете медицинских наук. Она возглавила создание Таблицы действий декана по вопросам справедливости, разнообразия и интеграции, которая состоит из исполнительной и семи рабочих групп, и запустила Фонд справедливости, разнообразия и интеграции.  
В начале декабря 2020 года Филпотт и двое её коллег из медицинского учреждения в Кингстоне выступили за своего рода схему «страхования без вины» для производителей вакцины против COVID-19, чтобы возместить им ущерб и переложить бремя ответственности на федеральное правительство.
Филпотт инициировала создание Инициативы декана по летним программам для коренных народов. Также она вновь сосредоточила внимание на укреплении отношений королевы с Управлением здравоохранения района Уинибайко (WAHA). Филпотт инициировала изменение политики приема QuARMS (Queen's Accelerated Route to Medical School), предоставив все 10 мест для коренных народов и чернокожих канадцев. 
Филпотт возглавила процесс планирования запуска нового института глобального здравоохранения на базе факультета медицинских наук.

## Семья
У Джейн Филпотт и её мужа журналиста Пепа Филпотта четверо детей.